# Чарджуйский округ
Чарджуйский округ — единица административного деления Туркменской ССР, существовавшая с декабря 1924 по август 1930 года. Административный центр — город Новый Чарджуй.
Образован в 1924 году под названием Ленинский округ на территории бывшего Ленинско-Туркменского вилайета.
Изначально делился на 5 районов: Бурдалыкский, Дейнаусский, Ленинский (Старо-Чарджуйский), Саятский, Фарабский. Вскоре были образованы Дарган-Атинский и Карабекаульский районы.
18 мая 1927 Ленинский округ был переименован в Чарджуйский.
Округ был ликвидирован Постановлением Президиума ЦИК ТССР от 23 августа 1930 года. Районы переданы в прямое подчинение Туркменской ССР.
По данным переписи 1926 года численность населения составляла 192,1 тыс. чел. В том числе туркмены — 68,5 %; узбеки — 22,7 %; русские — 4,6 %; казахи — 1,7 %.